# 東京ジャーナル
『東京ジャーナル』 (Tokyo Journal)　は、日本の観光情報を世界へ提供する洋書のベストセラー国際旅行誌。東京及び日本の今の文化にフォーカスした季刊発行の英字雑誌。1981年創刊。日本国内の書店、ホテル、主要空港及び世界各主要都市での購入が可能。

## 概要
一時期同誌の国際版は「Japan Journal」という名で発行されていた。
2012年、日本在住の外国人に真実の日本を伝え続けた英語情報誌としての30年以上の歴史に幕を閉じ、「今最も新しい日本を英語で世界に伝える総合誌」として新たなスタートを切った。
　未知の国、不思議の国である日本を外国人の視点で見つめ、日本文化・政治・経済をはじめとした幅広い情報を、世界言語である「英語」を通して、広く伝えること。無限の魅力に満ち、常に変わり、進化し続ける日本。そして、世界と日本をつなぐ扉として、全世界の読者の知的好奇心を満たし、新たな発見の旅へと誘い続けている。
東京ジャーナルは、アマゾンの洋雑誌カテゴリで「ライフスタイル＆カルチャー」、「旅行＆レジャー」、「エンターテイメント」「著名人」、「売れ筋」、「季刊誌」、さらに「全カテゴリ」においてベストセラーにランクイン。全ての洋書（雑誌・書籍）内でもベストセラー。

## 略歴
- 1981年 - 創刊
- 1997年 - 東京本社のネクサス・コミュニケーションズにより買収される
- 2001年 - 月刊誌から季刊誌となる
- 2012年 - 15年間の経営を経て、ネクサス・コミュニケーションズがTokyo Journal International, Inc.に経営を譲渡
  - 同年 - 12月経営陣交替後初となる第270号を発刊
- 2015年3月 - 全日空の機内座席部スクリーンにてデジタル版の閲覧サービスを開始
- 2017年10月 - 第9回観光庁長官表彰

## 特徴
読者は30 - 40代以上の富裕層が中心。
内容は、日本の社会情勢や旅行情報、食文化、ファッション、デザイン、ビジネス、テクノロジー、映画、音楽、娯楽、芸術、文化、漫画、アニメ、生活情報やスポーツ、語学、教育に至るまで幅広く取り上げる。最新のトレンドを含めた日本を外国人視点による切り口で紹介する。一部の記事には日本語を併記している。
各号では日本及び各国の知識人やアーティスト、実業家など世界的著名人への独占インタビューを掲載。
各界で活躍する連載陣を抱えており、各地の日本大使館・領事館や成田空港、羽田空港、関西国際空港、中部国際空港といった国内主要空港のビジネスラウンジや、一部航空会社の日本発着便の国際線機内でも閲覧可能。
日本では大型書店、空港内キオスク、アマゾンなどで購入可能。また、公式ウェブサイトでは一部記事が公開されている。

## 主な配布先一覧
日本国内
- 羽田空港
- 関西国際空港
- 中部国際空港
- 成田空港
- ホテルオークラ
- 帝国ホテル
- ヒルトン東京
- ホテル&レジデンス六本木
- ホテルニューオータニ大阪
- ウェスティンホテル
- TSUTAYA
- タワーレコード
- 青山ブックセンター
- ブックファースト
- 紀伊國屋書店
- 八重洲ブックセンター
- MARUZEN
- リブロ

## 提携航空会社
- 全日空
- カタール航空
- シンガポール航空
- ターキッシュ エアラインズ
- カンタス航空

## 受賞
- 2017年10月 - 第9回観光庁長官表彰。日本の文化や観光情報など幅広いトピックを扱い、欧米からの訪日観光への貢献を評価されての受賞。国土交通省にて授賞式。

## インタビュー
| 発刊番号 | |
| -------- | --- |
| 第277号  | VAMPS（ロックユニット）、MIYAVI（ミュージシャン）、和楽器バンド（バンド）、アポカリプティカ（バンド）、下村博文（政治家）近藤麻理恵（片付けコンサルタント・作家）、中村修二（科学者）、志村ふくみ（染織家）、堀之内秀久（在ロサンゼルス総領事）、黒澤久雄（実業家）、千秋（タレント）、ライアン・ポッター （俳優・声優）、カール・セント・クレア（指揮者）、ちっちゃいおっさん（キャラクター）、ロッド・エリス（言語学者）、ミック・ロック（写真家）、ボブ・グルーエン（写真家）、ブラッド・エルターマン（写真家）                                                                                  |
| 第276号  | X JAPAN（ロックバンド）、ノーム・チョムスキー（言語学者）、Eric Garcetti（政治家）、稲盛和夫（実業家）、BABYMETAL（バンド）Garcelle Beauvais（女優・モデル）、稲船敬二（ゲームクリエイター）、FEMM（歌手）、櫻井圭記（アニメ脚本家）、アルビー・サックス（元判事）、少年ナイフ（バンド）、マーティ・フリードマン （ギタリスト）、濱田めぐみ（女優）、平方元基（俳優）、ベン・フォード（料理人） |
| 第275号  | きゃりーぱみゅぱみゅ（歌手）、SEKAI NO OWARI（バンド）、初音ミク（ボーカロイド）、キューバ・グッディング・ジュニア（俳優）、林文子（実業家、政治家）、川村真司（クリエイティブディレクター）、増田セバスチャン（ファッションデザイナー）、カリーム・アブドゥル＝ジャバー（元バスケットボール選手）、キャロル・スピニー（俳優）、ONE OK ROCK（ロックバンド）、NIGHTMARE （ロックバンド）、白A（エンターテイメント集団）、OMOCAT（ファッションデザイナー）、ヘンリー・ハイムリック（医師）、高良光莉（タレント）、島崎純子（Donna Models創設者)、デニス・アウォリ（元駐日ケニア特命全権大使、実業家） |
| 第274号  | ジーン・シモンズ（KISS）、オノ・ヨーコ（アーティスト）、スタン・リー（映画監督）、丹下憲孝（建築家）、松居慶子（ジャズピアニスト）、アンソニー・ボーディン（料理人、作家、司会者）、申京淑（小説家）、三代目彫よし（刺青彫り師） |
| 第273号  | YOSHIKI（X JAPAN）、フランシス・フォード・コッポラ（映画監督）、TAO（ファッションモデル）、MONKEY MAJIK（ミュージシャン）、玉木宏（俳優）、板野友美（元AKB48）、戸田奈津子（翻訳者）、蛯名健一（ダンサー）、でんぱ組.inc（アイドルグループ） |
| 第272号  | 安藤忠雄（建築家）、マイケル・グレイヴス（建築家）、石川光久（アニメーションプロデューサー）、チープ・トリック（ミュージシャン）、大貫勇輔（ダンサー）、古川雄輝（俳優）、鈴木亮平（俳優）、MAX（ミュージシャン） |
| 第271号  | 伊東豊雄（建築家）、金井紀年（寿司職人）、ダイアモンド☆ユカイ（ミュージシャン） |
| 連載     | コシノジュンコ（ファッションデザイナー）、鈴木弘行（写真家）、滑志田真理（料理研究家）、田坂広志（工学博士）、David Nunan（言語学者）、Bob Gruen（写真家）、森正勝（実業家） |